# Ruzicskatelep
Ruzicskatelep románul: Rudicica, falu Romániában, a Bánságban, Temes megyében.

## Fekvése
Magyarmedves közelében fekvő település.

## Története
Ruzicskatelep románul: Rudicica korábban Magyarmedves része volt.
1956-ban 44 lakosa, 1992-ben 172 lakosa volt, ebből 163 román, 3 magyar volt.
A 2002-es népszámláláskor 48 lakosából 40 román, 8 magyar volt.